# Monteaperti
Monteaperti (talvolta Montaperti) è una frazione del comune italiano di Castelnuovo Berardenga, nella provincia di Siena, in Toscana.

## Storia

### La battaglia di Montaperti
Il 4 settembre 1260 ebbe luogo una storica battaglia tra i ghibellini di Siena e i guelfi di Firenze. Qui, il potente esercito fiorentino, guidato da Bocca degli Abati, subì una pesante sconfitta ad opera dell'esercito senese, alleato con il re Manfredi di Svevia.
Tale scontro è stato poi ripreso e reso ancor più celebre dalle parole di Dante Alighieri che, nella sua Commedia, menziona «lo strazio ed il grande scempio che fece l'Arbia colorata in rosso». Nel canto X dell'Inferno, Dante e Virgilio, sua guida, giungono nel girone degli eretici, tra i quali vi è Farinata degli Uberti, mentre nel canto XXXII si imbattono in Bocca degli Abati.

## Monumenti e luoghi d'interesse

### Architetture religiose

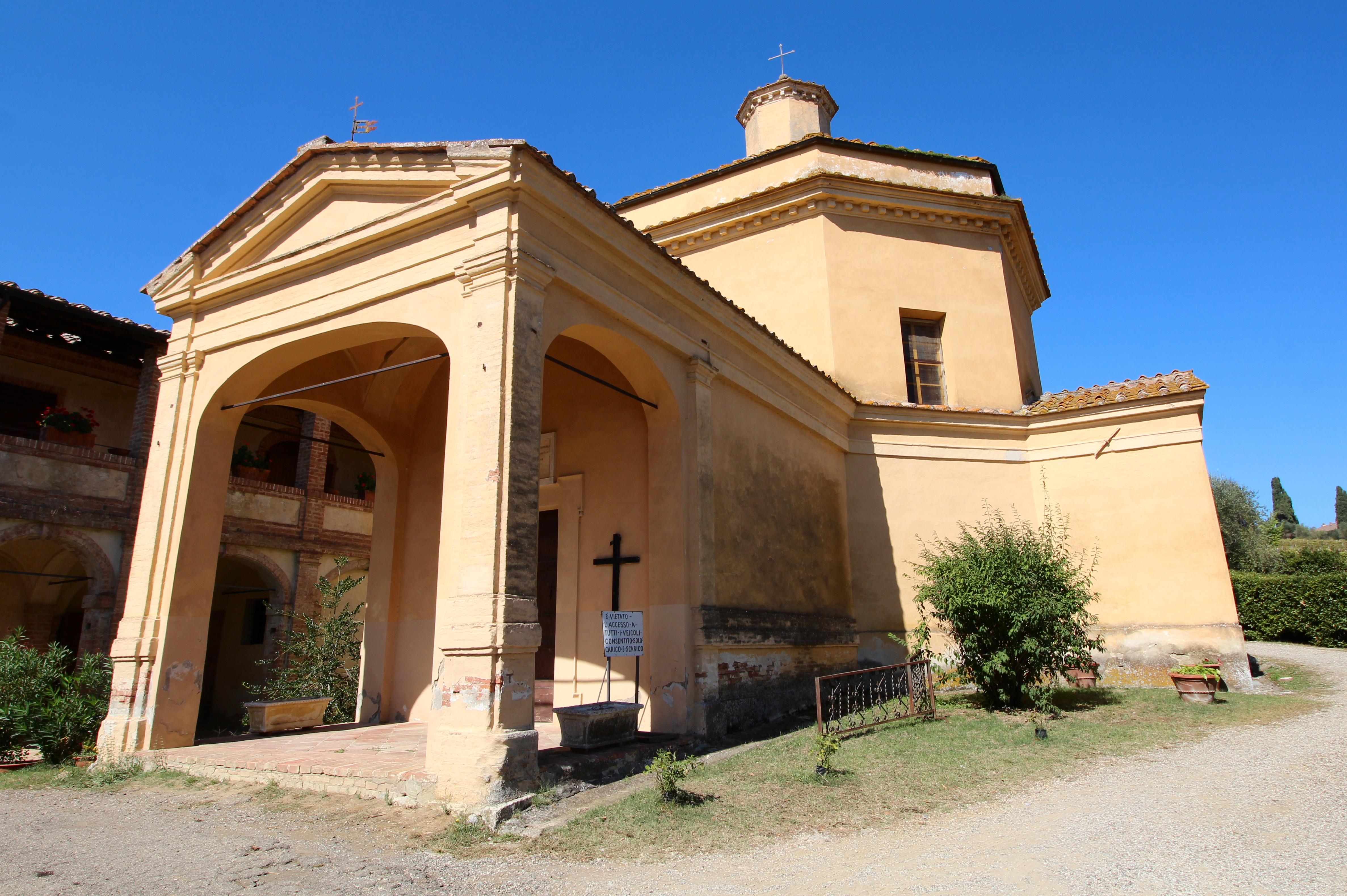
La chiesa di Santa Maria Assunta (Santa Maria a Dofàna)

- Chiesa di Santa Maria Assunta, chiesa parrocchiale della frazione,[5] fu costruita come oratorio della fattoria di Monteaperti, inizialmente intitolato a San Biagio.[3] Nella prima metà del XIX secolo, fu traslato presso questa chiesa il titolo parrocchiale di Santa Maria a Dofana e l'edificio fu ampliato.[3]

### Architetture civili
- Fattoria di Monteaperti[3]
- Villa Brignole[3]

### Architetture militari
- Castello di Monteapertaccio, ruderi[3]

### Altro
- Piramide di Monteaperti[1][2]